# Chronicles of Chaos
Chronicles of Chaos (сокращённо CoC) — электронный журнал, посвящённый экстремальному металу. Сфокусирован в основном на представителях андеграунда метала, а иногда касается и других форм экстремальной музыки. Доступен в сети с августа 1995 года. Один из первых вебзинов в мире в своём роде. С момента своего создания позиционировался как некоммерческая публикация. Chronicles of Chaos перестал публиковать статьи в августе 2015 года.

## История

### 1995—2002
Chronicles of Chaos был основан канадцами Gino Filicetti и Adrian Bromley в 1995 году, в виде ежемесячной электронной рассылки.
В первые годы своего существования, CoC был одним из немногих вебзинов, публикующих обзоры и интервью с участием таких групп, как Eyehategod, Nevermore, Strapping Young Lad и Dimmu Borgir, прежде чем они приобрели известность. Кроме этого, освещались группы середины 1990-х, популярные в андеграунде, как, например, At the Gates, Fear Factory, Dismember, Dissection, Brutal Truth, Napalm Death, Sepultura, Hypocrisy, My Dying Bride, Type O Negative, Cannibal Corpse, Edge of Sanity, Paradise Lost, Amorphis, Morbid Angel, In Flames, Sentenced, Therion, Emperor, Vader, Bolt Thrower, Opeth, Slayer и многие другие. Публиковались также интервью с руководителями известных лейблов, среди которых Earache Records, Peaceville и The End Records.
Изначально редакция состояла из четырёх человек из США и Канады. К 1997 году она расширилась до девяти участников, включая первого европейского вкладчика. Около 2000 года европейский контингент был расширен тремя новыми вкладчиками, представителями азиатского и африканского континентов. В итоге, к 2002 году редакция состояла из двенадцати авторов.
В этот период один из основателей ресурса Filicetti ушёл от своей роли в качестве вкладчика, в то время как другой сооснователь Bromley также ушёл, чтобы запустить собственное печатное издание Unrestrained!, вместе с Adam Wasylyk, редактором CoC. Между тем различные другие вкладчики отошли от проекта или стали частично занятыми участниками, некоторые из них стали вкладчиками журналов Metal Hammer, Terrorizer, Unrestrained! и прочих. В результате почтовые рассылки стали менее регулярными, дело доходило до трёхмесячных промежутков.
Между октябрем 2002 и мартом 2003 вебзин взял неофициальную паузу. До 2003 года Chronicles of Chaos был статическим репозиторием текстовых данных, с гипертекстовой навигацией на последние публикации.

### 2003—2015
Начиная с 2003 года CoC стал сайтом на основе баз данных. Более старые статьи стали доступны. Почтовая рассылка возвратилась к оригинальному ежемесячному графику. Она включала в себя статьи, опубликованные на сайте в течение текущего месяца.
Штат постепенно увеличивался между 2003 и 2008 гг., с добавлением новых европейских, американских и австралийских авторов. Их общее число достигло приблизительно двадцати человек, хотя некоторые из них были только частично заняты, которые до 2003 года были неотъемлемой частью штата. В соответствии с традицией, более чем дюжина различных национальностей была представлена в штате CoC.
В 2007 году Chronicles of Chaos был упомянут социологом Китом Каном-Харрисом в его книге об экстремальном метале.
7 декабря 2008 года соучредитель Chronicles of Chaos Adrian Bromley умер от пневмонии, в возрасте 37 лет. Его смерть вызвала видную реакцию в музыкальной индустрии

### 2015 — настоящее время
12 августа 2015 года, отмечая двадцатую годовщину журнала, основатель Gino Filicetti и редактор Pedro Azevedo объявили о прекращении деятельности ресурса. Причины такого решения включали значительно увеличившийся доступ к потоковому вещанию и загрузке альбомов через Интернет, а также недостаток новых авторов.
Chronicles of Chaos продолжает функционировать как архив, включая более 7,500 обзоров, интервью и статей, изданных за двадцатилетнюю историю публикации.